# Jerzy Kulczycki (archeolog)
Jerzy Szumiło Kulczycki herbu Sas (ur. 2 grudnia 1898, zm. 25 listopada 1974 w Zakopanem) – polski archeolog, historyk sztuki.

## Życiorys
Jerzy Kulczycki urodził się 2 grudnia 1898. Pochodził z przemyskiego rodu Kulczyckich narodowości rusińskiej, był wyznania greckokatolickiego. Był synem prof. weterynarii Włodzimierza Kulczyckiego (1862-1936) i Marii z domu Michałowskiej (1870-1935).
W 1917 podjął studia, kształcąc się w kierunkach archeologii, historii sztuki i historii starożytnej. W 1927 uzyskał stopień naukowy doktora filozofii w zakresie archeologii i historii starożytnej za pracę pt. Systematyka i analiza form meblarstwa greckiego. Należał do uczniów profesorów Edmunda Bulandy i Konstantego Chylińskiego na Wydziale Humanistycznym Uniwersytetu Jana Kazimierza we Lwowie.. Od 1929 do 1935 był pracownikiem naukowym na stanowisku starszego asystenta w Katedrze Historii Starożytnej Wydziału Humanistycznego UJK. Ponadto był wykładowcą Wyższej Szkoły Sztuk Plastycznych we Lwowie. W latach 30. odbywał podróże naukowe do państw europejskich. 
Po zakończeniu II wojny światowej, pomimo swojego pochodzenia i wyznania został wysiedlony ze Lwowa i repatriowany do Polski. W 1951 osiadł w Warszawie. Był profesorem archeologii w Katedrze Archeologii Śródziemnomorskiej Uniwersytetu Warszawskiego. Był także pracownikiem naukowym w Zakładzie Archeologii Śródziemnomorskiej Polskiej Akademii Nauk. W dziedzinie archeologii uchodził za przedstawiciela ortodoksyjnego marksizmu-leninizmu, wszczepiając w tym zakresie wzory naukowe pochodzące ze Związku Radzieckiego. Znany również jako historyk sztuki.
W 1964 zamieszkał na Podhalu. Zmarł 25 listopada 1974 w Zakopanem. Został pochowany w krypcie grobowej Kulczyckich (swoich rodziców) i Dobrzańskich o piramidalnym kształcie (wzorowany na piramidzie Cheopsa), położonym na cmentarzu przy cerkwi Świętej Trójcy w Międzybrodziu koło Sanoka. 
Jego żoną była Anna zd. Piotrowicz (1919-2012), urodzona w rodzinie ormiańskiej we Lwowie, córka Grzegorza i Anieli z Hoszowskich, absolwentka lwowskiego gimnazjum Sacré-Cœur i polonistyki na Uniwersytecie Wileńskim, poetka, w czasie II wojny światowej łącznika Armii Krajowej, pochowana na Cmentarzu Rakowickim w Krakowie.
Po ojcu przejął pasję kolekcjonowania kobierców wschodnich. Część kobierców w stylu pałacowym i dworskim trafiła w 1964 na Zamek Królewski na Wawelu w wyniku sprzedaży, a pozostała część (po jego śmierci w 1977, za sprawą jego żony Anny Piotrowicz-Kulczyckiej) wykonana w stylu ludowym trafiła do Muzeum Tatrzańskie im. dra Tytusa Chałubińskiego w Zakopanem, w którym została stworzona Galeria Sztuki im. Włodzimierza i Jerzego Kulczyckich, utworzona w 1981 (znajduje się ona w drodze na Koziniec, obok Willi Pod Jedlami). 10 lipca 2006 otwarto na Wawelu wystawę całości kolekcji rodziny Kulczyckich, składającej się z części zbytej w 1964 na Wawel, części przekazanej w 1977 do Zakopanego oraz części pozostałej przy rodzinie.

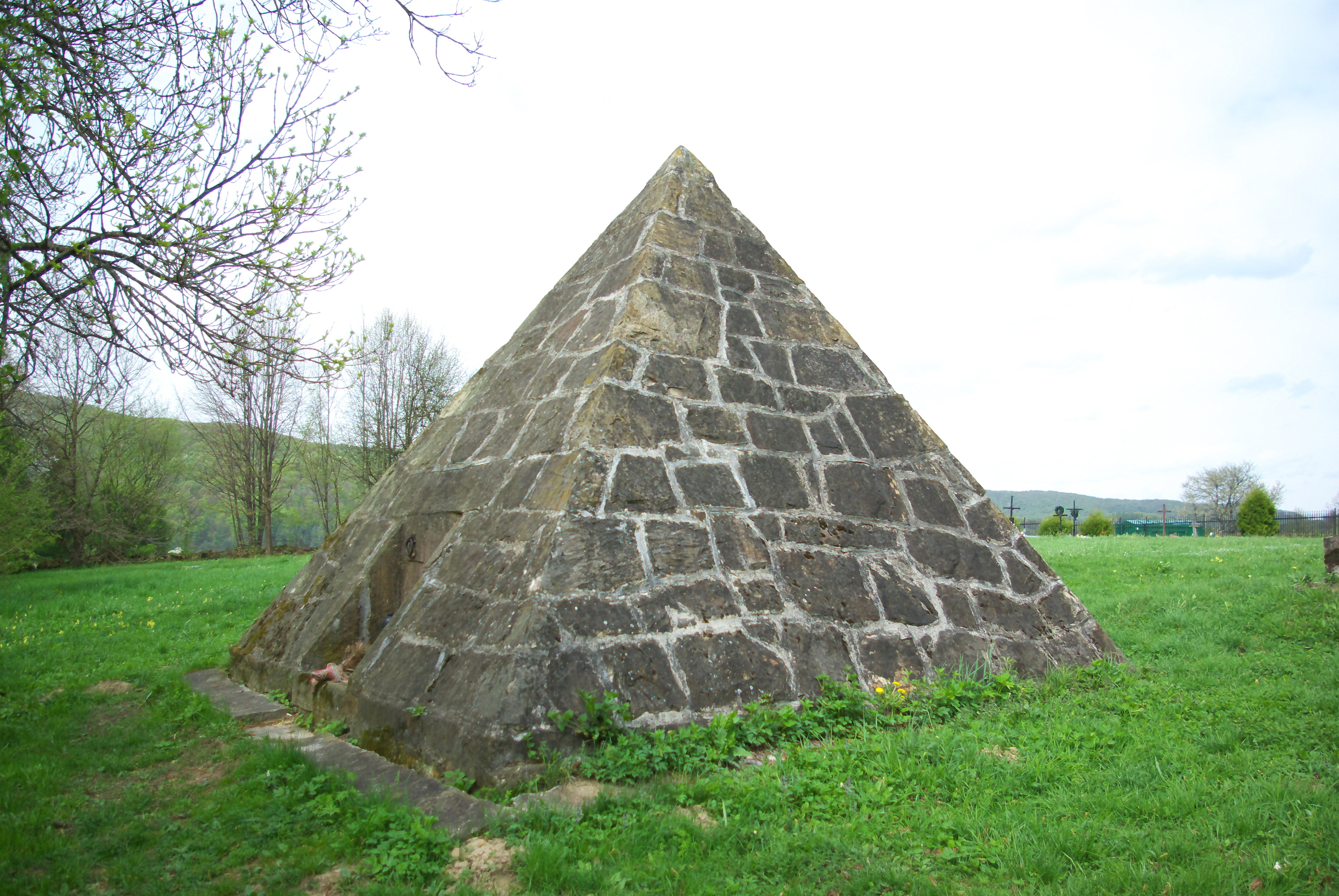
Piramidalny grobowiec Kulczyckich w Międzybrodziu

## Publikacje
- Die Möbelformen des ägäischen Kulturkreises. Systematik und Analyse (1931)
- Upadek jakości w produkcji kapitalistycznej. Zjawisko masowej tandety, jego przyczyny oraz skutki (1931)
- Do metodologii historii kultury materialnej: Problemy pierwotnych form meblarskich (1952)
- Rozwój meblarstwa w pierwotnej Europie na tle ogólnej periodyzacji kultury (1953)
- Założenia teoretyczne historii kultury materialnej (1955)
- Teoria matriarchatu w świetle prac radzieckich (1955)
- Zagadnienie periodyzacji dziejów (1956)
- Zagadnienie jakości we współczesnej kulturze materialnej (1958)
- Kulczyckiana. Monografia rodu Kulczyckich, t. 1 (1976, Gdynia)[2]